# Pstrąże
Pstrąże (prononcer pstron-jet) est une ville fantôme polonaise située dans la commune de Bolesławiec en Basse-Silésie, à environ 120 km au nord-ouest de Wrocław. C'est une ancienne base secrète de l'Armée rouge qui sert désormais de site d'entrainement à l'armée polonaise. 
Les bâtiments abandonnés sont détruits en 2017[réf. nécessaire].

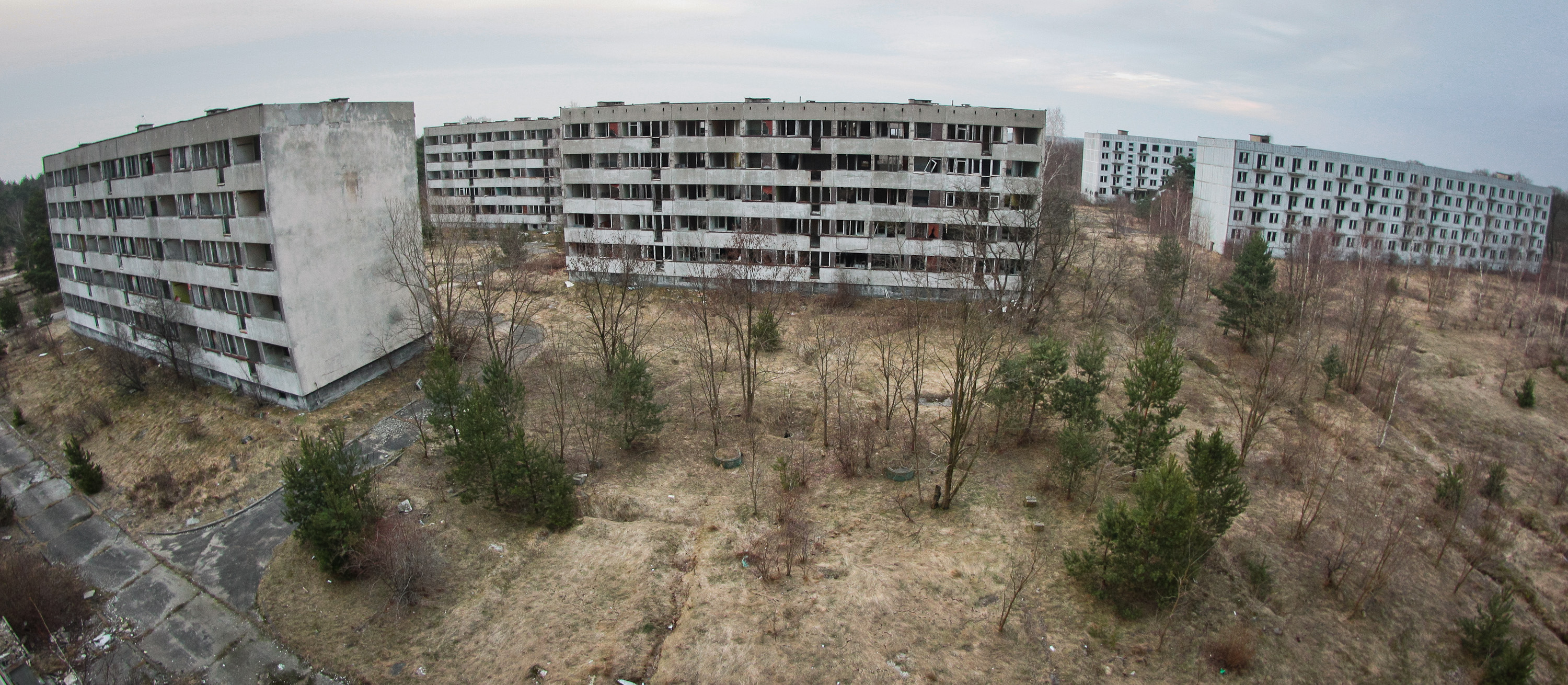
Immeubles abandonnés à Pstrąże.

## Sources
- (pl) Karolina Drogowska, « Opuszczone miasto: Pstrąże lub inaczej Strachów », wyborcza.pl, 28 octobre 2011.